# Partido Cristiano-Nacional de los Campesinos y Agricultores

Emblema del CNBL

El Partido Cristiano-Nacional de los Campesinos y Agricultores  (alemán: Christlich-Nationale Bauern- und Landvolkpartei, o CNBL) fue un partido político agrario de la República de Weimar. Se escindió del Partido Nacional del Pueblo Alemán en 1928.
El partido participó en las Elecciones parlamentarias de Alemania de 1928 en coalición con el Deutsch-Hannoversche Partei, ganando nueve escaños de forma individual. Aumentó su representación en 1930 a 19 escaños como parte del grupo Deutsches Landvolk. En las Elecciones parlamentarias de Alemania de julio de 1932 lograron ganar un solo escaño. El partido fue eliminado del Reichstag en las Elecciones parlamentarias de Alemania de noviembre de 1932.